# یوجی ناگاتا
یوجی ناگاتا (انگلیسی: Yuji Nagata؛ زادهٔ ۲۴ آوریل ۱۹۶۸) ورزشکار هنرهای رزمی ترکیبی و کشتی‌گیر کشتی حرفه‌ای اهل ژاپن است.